# Eiríksstaðir

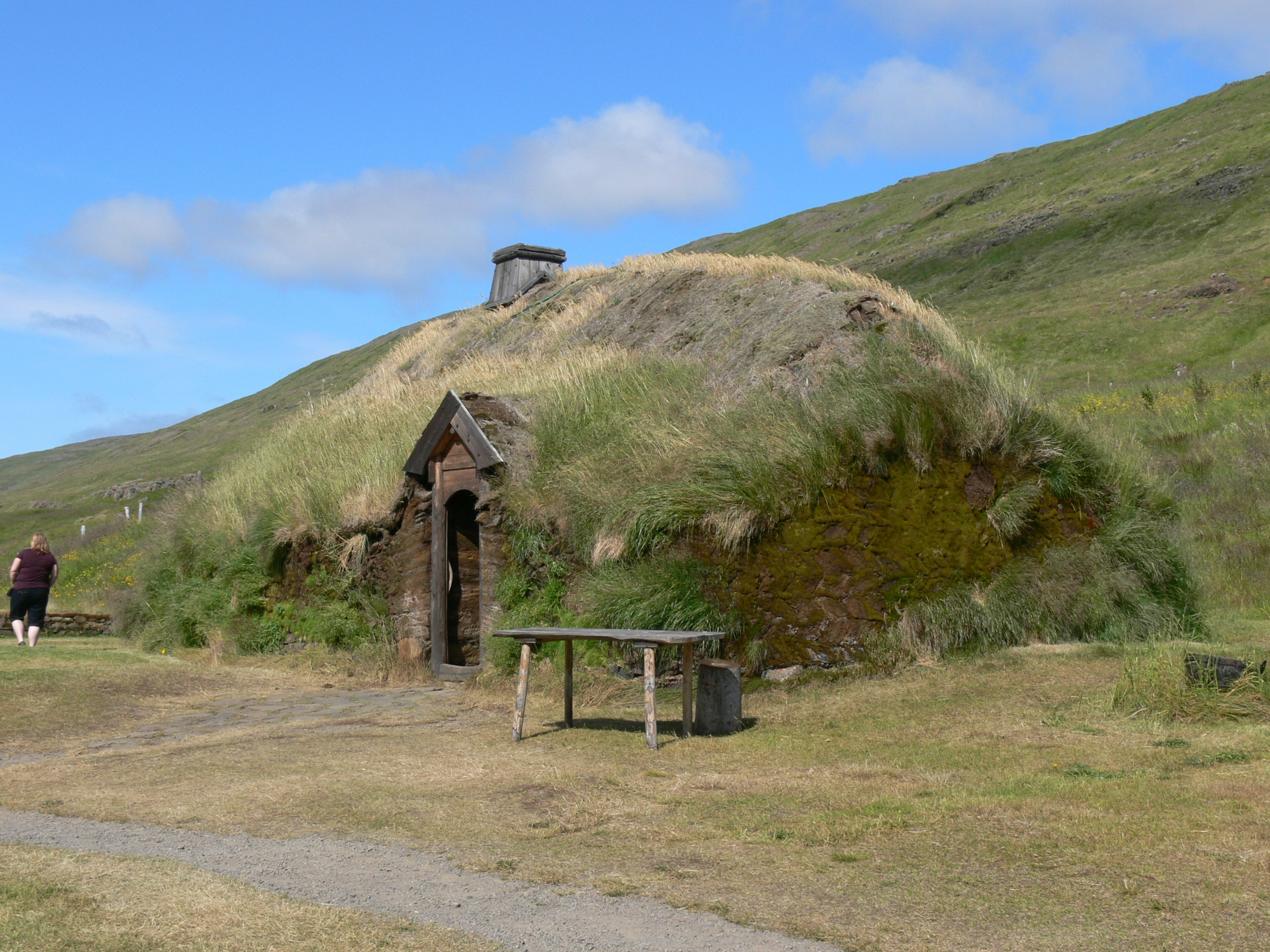
Långhus av torv på Eiríksstaðir.

Eiríksstaðir är ett friluftsmuseum i Búðardalur på Island. Museet utgörs av ett uppbyggt långhus i torv baserat på en utgrävd husgrund i närheten, vilken anses vara platsen där Erik Röde bodde. Byggnaden är uppförd med vikingatida metoder och med rekonstruktioner av vikingatida verktyg. Allt trä som använts i byggnaden är drivved. Långhuset är inrett och försett med rekonstruktioner av vikingatida föremål.